# Caserío Urbina
Caserío Urbina es un gran edificio ubicado en el centro del barrio Bajo de la localidad española de Abecia, municipio de Urcabustaiz, en una altiplanicie situada a más de 600 metros de altura sobre el nivel del mar.
El 25 de noviembre de 2016 el Gobierno Vasco lo declaró monumento, Clasificado Bien Cultural.

## Descripción
Se trata de una casa exenta de planta cuadrada ligeramente irregular, de 213 m² aproximadamente, como corresponde a un edificio que se ha construido en varias fases, por sucesivas adiciones de cuerpos a un núcleo original.
Dispone de una era con cerca de piedra y antuzano enlosado delante del portón principal.
Consta de planta baja y amplia buhardilla. Cubierta de teja a cuatro aguas, irregular, con una nave entre el arroyo sur derecho y el arroyo este izquierdo. La fachada sur presenta un gran portal almenado, donde se ubica uno de los accesos a la casa. En el primer piso hay cuatro ventanas, delimitadas por elementos del marco. Esta fachada está enlucida. En el lado derecho de la fábrica de ladrillo de la fachada sur, se encuentra la entrada al patio en la planta baja y un trastero en el primer piso. Esta fachada está protegida por un muro remate, que prolonga la fachada occidental. En esa fachada hay un porche-cobertizo, donde se encuentra la entrada al patio y el portal. El primer piso está en parte encima de la calle, y debajo hay un largo porche, que se sostiene sobre unos postes con herrajes. Las aberturas del primer piso son pequeñas y están enmarcadas por marcos de madera. Las fachadas norte y este son de mampostería y presentan pocos vanos. Tiene pizarra, delimitada por caminos y muro de mampostería . También dispone de un porche empedrado delante del portal principal.
Desde la calle se accede a un recibidor, donde se encuentra una escalera principal. A la derecha, en el centro de la casa, hay una antigua cocina con un fuego bajo en el centro. El hogar del fuego central es un brazo giratorio con bisagras. Hay una campana de ladrillo en forma de pirámide de troncos para aspirar los humos del fuego central. La cocina tiene tambor de lavado y piedra. Al otro lado del baño hay una cocina nueva. Hay patios al norte y al este del centro. En la esquina noreste había un almacén de cereales y un horno de pan . Se sube al primer piso por la escalera anteriormente mencionada. La segunda parte de esa escalera es doble. Desde la izquierda se accede a dos dormitorios, la buhardilla y el baño. Del otro lado, al resto de dormitorios, al desván y a una gran sala. En la entrada del dormitorio, en el lado oeste de la habitación, hay un arco de dosel, ahora encalado con cal. El resto de la primera planta lo ocupa la terraza, y para acceder a ella existe una escalera independiente que parte del patio, en el lado sur.
Se trata de una estructura mixta, formada por columnas, postes y muros de carga internos, y se organiza en cuatro vigas longitudinales. La cubierta está formada por escapularios, encimeras y sostenidas en diagonal, y tiene un ala que sobresale un poco.